# Кнессет 12-го созыва
Кнессет 12-го созыва (ивр. הכנסת השתים-עשרה‎) — состав кнессета (парламента Израиля), срок полномочий которого продолжался с 21 ноября 1988 по 12 июля 1992 года (3 года и 8 месяцев). На выборах 1 ноября 1988 года в кнессет были избраны 15 фракций, насчитывавших от 40 («Ликуд») до 1 (две фракции) мандата. Спикером кнессета был избран депутат от «Ликуда» Дов Шилянский. После неудачной попытки сформировать узкую коалицию из правых и религиозных партий, лидер «Ликуда» Ицхак Шамир снова, как и в предыдущем составе кнессета, сформировал с блоком «Маарах» правительство национального единства. Эта коалиция распалась весной 1990 года в результате попытки лидера «Маараха» Шимпна Переса в свою очередь создать узкое правительство из левых и религиозных партий. В итоге в следующие два года у власти находился праворелигиозный кабинет Шамира.
В период деятельности кнессета 12-го созыва были приняты Основные законы о свободе предпринимательства и о достоинстве и свободе человека, утверждена новая версия Основного закона о правительстве, предусматривавшая прямые выборы премьер-министра. Кнессетом было утверждено открытие Второго управления телевидения и радиовещания, в результате чего началась диверсификация вещательных средств массовой информации в стране. Активизировавшийся после войны в Персидском заливе арабо-израильский мирный процесс привёл в конечном итоге к выходу из правительства правых партий и досрочным выборам в кнессет 13-го созыва.

## Результаты выборов
Выборы в кнессет 12-го созыва состоялись 1 ноября 1988 года. Процентный барьер составлял 1 %. В выборах приняли участие более 2,283 миллиона человек (из 2,894 миллиона зарегистрированных избирателей), и «вес» одного мандата составил 18 563 голоса.
По итогам выборов в кнессет 12-го созыва прошли 15 избирательных списков, численность которых составляла от 40 («Ликуд») до одного депутата (Прогрессивный список за мир и Демократическая арабская партия). Кроме «Ликуда» и блока «Маарах», состав ни одной фракции в новом созыве не превышал шести человек. Оба ведущих партнёра по правительству национального единства — «Ликуд» и «Маарах», — шли на выборы с диаметрально противоположными идеями в области внешней политики и безопасности и получили меньшую поддержку, чем в 1984 году: число депутатов от «Маараха» упало на 5 человек, от «Ликуда» — на одного. Еврейские религиозные партии, в кнессете 11-го созыва представленные 12 депутатами, сумели в новый состав провести 18; расширилось также представительство правых нерелигиозных партий, несмотря на недопуск к участию в выборах радикального движения «Ках».
| Фракция                         | Получено голосов | Процент от общего числа | Мест в кнессете |
| ------------------------------- | ---------------- | ----------------------- | --------------- |
| Ликуд                           | 709 305          | 31,1                    | 40              |
| Маарах                          | 685 363          | 30,0                    | 39              |
| ШАС                             | 107 709          | 4,7                     | 6               |
| Агудат Исраэль                  | 102 714          | 4,5                     | 5               |
| Рац                             | 97 513           | 4,3                     | 5               |
| МАФДАЛ                          | 89 720           | 3,9                     | 5               |
| ХАДАШ                           | 84 032           | 3,7                     | 4               |
| Тхия                            | 70 730           | 3,1                     | 3               |
| МАПАМ                           | 56 345           | 2,5                     | 3               |
| Цомет                           | 45 489           | 2,0                     | 2               |
| Моледет                         | 44 174           | 1,9                     | 2               |
| Шинуй                           | 39 538           | 1,7                     | 2               |
| Дегель ха-Тора                  | 34 279           | 1,5                     | 2               |
| Прогрессивный список за мир     | 33 695           | 1,5                     | 1               |
| Демократическая арабская партия | 27 012           | 1,2                     | 1               |

## Состав фракций
В общей сложности в кнессете работали 129 депутатов. За время работы кнессета 12-го созыва из состава фракции «Ликуд» вышли пять депутатов, сформировавших новую группу под названием «Партия за продвижение идеи сионизма». Впоследствии название фракции было изменено, и она стала называться Новой либеральной партией; двое депутатов из её состава вернулись в «Ликуд» к моменту роспуска кнессета. К этому же времени фракции «Рац», МАПАМ и «Шинуй» объединились в блок «Мерец» на базе общего подхода к мирному процессу, вопросам прав человека и отделения религии от государства. Кроме того, по ходу работы кнессета 12-го созыва три депутата от разных партий образовали одномандатные фракции. Таким образом, если к началу работы кнессета в нём было 15 фракций, то к концу их стало 17.
| Ликуд | Маарах/Авода | ШАС                                                                                          | МАФДАЛ                                                                        | Рац                                                                             |
| --- | --- | -------------------------------------------------------------------------------------------- | ----------------------------------------------------------------------------- | ------------------------------------------------------------------------------- |
| 1. Аарон Абухацира 2. Шауль Амор 3. Моше Аренс 4. Бени Бегин 5. Элияху Бен-Элисар 6. Ариэль Вайнштейн 7. Гидеон Гадот 8. Йосеф Гольдберг 9. Пинхас Гольдштейн 10. Игаль Горовиц 11. Песах Группер 12. Сара Дорон 13. Моше Кацав 14. Хаим Корфу 15. Игаль Коэн 16. Узи Ландау 17. Давид Леви 18. Уриэль Лин 19. Давид Маген 20. Иехошуа Маца 21. Дан Меридор 22. Рони Мило 23. Ицхак Модаи 24. Биньямин Нетаньяху 25. Моше Ниссим 26. Эхуд Ольмерт 27. Гидеон Пат 28. Иехуда Перах 29. Реувен Ривлин 30. Иехошуа Саги 31. Дан Тихон 32. Цахи Ханегби 33. Яаков Шамай 34. Ицхак Шамир 35. Ариэль Шарон 36. Дов Шилянский 37. Залман Шоваль 38. Авраам Шрир 39. Михаэль Эйтан 40. Овадья Эли 41. Эфраим Гур 42. Хаим Кауфман 43. Михаэль Кляйнер 44. Лимор Ливнат | 1. Нава Арад 2. Шошана Арбели-Альмозлино 3. Михаэль Бар-Зоар 4. Хаим Бар-Лев 5. Узи Барам 6. Йоси Бейлин 7. Эли Бен-Менахем 8. Биньямин Бен-Элиэзер 9. Авраам Бург 10. Шевах Вайс 11. Эзер Вейцман 12. Гедалия Галь 13. Миха Гольдман 14. Мордехай Гур 15. Эфраим Гур 16. Эли Даян 17. Эмануэль Зисман 18. Авраам Кац-Оз 19. Исраэль Кейсар 20. Раанан Коэн 21. Давид Либаи 22. Науаф Масалха 23. Хагай Мером 24. Ицхак Навон 25. Ора Намир 26. Шимон Перес 27. Амир Перец 28. Ицхак Рабин 29. Хаим Рамон 30. Эдна Солодарь 31. Михаэль Хариш 32. Шломо Хилель 33. Яаков Цур 34. Моше Шахаль 35. Шимон Шитрит 36. Авраам Шохат 37. Рафаэль Эдри 38. Арье Элиав 39. Гад Яакоби 40. Салах Тариф | 1. Йосеф Азран 2. Арье Гамлиэль 3. Шломо Даян 4. Яир Леви 5. ←Ицхак Перец 6. Рафаэль Пинхаси | 1. Игаль Биби 2. Ицхак Леви 3. Ханан Порат 4. Звулун Хаммер 5. Авнер-Хай Шаки | 1. Шуламит Алони 2. Мордехай Виршувский 3. Ран Коэн 4. Йоси Сарид 5. Деди Цукер |
| Агудат Исраэль | ХАДАШ | Тхия                                                                                         | МАПАМ                                                                         | Цомет                                                                           |
| 1. Шмуэль Альперт 2. Авраам Вердигер 3. ←Элиэзер Мизрахи 4. Менахем Поруш 5. Моше Зеэв Фельдман | 1. ←Чарли Битон 2. ←Меир Вильнер 3. ←Тауфик Зияд 4. ←Тауфик Туби 5. →Тамар Гужански 6. →Хашем Махамид 7. →Мухаммед Нафаа | 1. ←Элиэзер Вальдман 2. Геула Коэн 3. ←Юваль Неэман 4. →Эльяким Хаэцни 5. →Гершон Шафат      | 1. Хаим Орон 2. Хуссейн Фарес 3. Яир Цабан                                    | 1. Йоаш Цидон 2. Рафаэль Эйтан                                                  |
| Моледет | Дегель ха-Тора | Шинуй                                                                                        | Прогрессивный список за мир                                                   | Демократическая арабская партия                                                 |
| 1. Рехаваам Зеэви 2. Яир Шпринцак | 1. Моше Гафни 2. Авраам Равиц | 1. Авраам Пораз 2. Амнон Рубинштейн                                                          | 1. Мухаммед Мияри                                                             | 1. Абдель Вахаб Дарауше                                                         |
| Новая либеральная партия | Геулат Исраэль | Мория                                                                                        | Чёрные пантеры                                                                |                                                                                 |
| 1. →Пинхас Гольдштейн 2. →Песах Группер 3. →Ицхак Модаи | 1. →Элиэзер Мизрахи | 1. →Ицхак Перец                                                                              | 1. →Чарли Битон                                                               |                                                                                 |

1. 1 2 3  Фракция в полном составе вошла в блок «Мерец»
2. 1 2  Вышел из «Ликуда» с фракцией «Партия за продвижение идей сионизма», позже вернулся в «Ликуд»
3. 1 2 3 4 5 6  Вышел из «Ликуда» с фракцией «Партия за продвижение идей сионизма»
4. 1 2  4 апреля 1992 года Лимор Ливнат сменила в кнессете Хаима Корфу
5. 1 2  6 декабря 1988 года Михаэль Кляйнер сменил в кнессете Игаля Коэна
6. 1 2  8 октября 1990 года Хаим Кауфман сменил в кнессете Залмана Шоваля
7. 1 2  Перешёл из «Маараха» в «Ликуд»
8. 1 2  7 октября 1991 года Салах Тариф сменил в кнессете Эзера Вейцмана
9. 1 2  Вышел из фракции «ШАС», создав одномандатную фракцию
10. 1 2  Вышел из фракции «Агудат Исраэль», создав одномандатную фракцию
11. 1 2  Вышел из фракции «ХАДАШ», создав одномандатную фракцию
12. 1 2  10 января 1990 года Хашем Махамид сменил в кнессете Меира Вильнера
13. 1 2  14 февраля 1990 года Мухаммед Нафаа сменил в кнессете Тауфика Зияда
14. 1 2  4 июля 1990 года Тамар Гужански сменила в кнессете Тауфика Туби
15. 1 2  31 января 1990 года Эльяким Хаэцни сменил в кнессете Элиэзера Вальдмана
16. 1 2  30 января 1990 года Гершон Шафат сменил в кнессете Юваля Неэмана

## Ключевые события
- 21 ноября 1988 года — первое заседание нового созыва. Спикером кнессета избран Дов Шилянский («Ликуд»)[6].
- 22 декабря 1988 года — приведено к присяге правительство национального единства во главе с Ицхаком Шамиром[6]. В отличие от предыдущего созыва кнессета, у «Ликуда» была возможность создать узкую правящую коалицию из правых и ультрарелигиозных партий. Однако по настоянию президента Хаима Герцога Шамир принял решение о приглашении в коалицию блока «Маарах» и создании правительства национального единства[7].
- 10 января 1989 года — в кнессете выступает председатель Европейского парламента лорд Пламб[8].
- 20 и 29 марта 1989 года — приняты закон о государственном бюджете и дополнительный закон о бюджете в размере 6,9 млрд и 52 млрд шекелей соответственно[8].
- 8 января 1990 года — принят закон о государственном бюджете в размере 4,375 млрд шекелей[9].
- 15 марта 1990 года — за инициированный блоком «Маарах» вотум недоверия правительству проголосовали 60 депутатов, против — 55[10].
- 19 марта 1990 года — обсуждение законопроекта о прямых выборах премьер-министра Израиля[9].
- 29 марта 1990 года — принят дополнительный закон о бюджете в размере 62,6 млрд шекелей[9].
- 11 апреля 1990 года — попытка Шимона Переса представить кнессету новое правительство заканчивается неудачей ввиду отсутствия поддержки большинства депутатов[10].
- 11 июня 1990 года — утверждено 24-е правительство Израиля во главе с Ицхаком Шамиром[9].
- 2 августа 1990 года — принят дополнительный закон о бюджете в размере 1,9 млрд шекелей[9].
- 20 июня 1990 года — обсуждение предложения о диалоге между Израилем и ООП[10].
- 19 марта 1991 года — принят закон о предотвращении насилия в семье[11].
- 21 марта 1991 года — утвержден закон о государственном бюджете на сумму 66,5 миллиардов шекелей[11].
- 6 мая 1991 года — обсуждение отношений между Израилем и США. Обсуждение было вызвано отказом США от предоставления финансовых гарантий Израилю в случае, если не будут прекращены инвестиции в развитие поселений на Западном берегу Иордана и в секторе Газа[10].
- 11 июня 1991 года — рассматривается общественное требование об изменении системы правления в Израиле[10].
- 29 октября 1991 года — в кнессете выступает председатель Европейского парламента Энрике Барон Креспо[11].
- 4 ноября 1991 года — обсуждение будущего Голанских высот[11].
- 2 января 1992 года — принят закон о государственном бюджете в размере 107,1 млрд шекелей[12]
- 13 января 1992 года — попытка вотума недоверия правительству в связи с уровнем бедности в Израиле. Согласно опубликованному отчёту, ниже черты бедности в Израиле проживают около полумиллиона граждан[10].
- 21 января 1992 года — обсуждение инициативы по приватизации государственных больниц[10].
- 4 февраля 1992 года — обсуждение трёх решений Верховного суда Израиля за декабрь 1991 года, по словам депутата Уриэля Лина, создающих «опасный перелом во взаимоотношениях кнессета и Верховного суда»[10].
- 17 марта 1992 года — принят Основной закон о достоинстве и свободе человека[12].
- 23 июня 1992 года — выборы в кнессет 13-го созыва[12].

## Законодательство
Во время работы кнессета 12-го созыва по инициативе депутатов от «Ликуда», «Аводы», «Шинуя» и «Цомета» были внесены поправки в Основной закон о правительстве, предусматривавшие проведение прямых выборов премьер-министра Израиля. Кроме того, было установлено, что отставка премьер-министра возможна только в случае, если за неё проголосует не менее чем 61 депутат кнессета. Изменения были направлены на укрепление положения премьер-министра и правительства в целом. Были также внесены изменения в Основной закон о кнессете и закон о выборах, призванные уменьшить возможность внутрипартийных расколов и переходов из одной фракции в другую. Закон о партиях, принятый в 1992 году, вводил регуляцию их статуса, требуя наличия регистрации, центрального руководящего органа и отдельного от него контрольного органа и запрещая партиям экономическую и предпринимательскую деятельность.
В годы работы кнессета 12-го созыва были также приняты два новых Основных закона, касающиеся прав человека в Израиле: о свободе предпринимательства и о достоинстве и свободе человека. Сферы социальной защиты касались законы о предотвращеии насилия в семье (1991) и о неполных семьях (1992). Ещё одним важным решением кнессета в 1990 году было учреждено Второе управление телевидения и радиовещания. Вслед за этим последовала диверсификация вещательных СМИ Израиля: начал работу Второй общегосударственный канал, стали возникать компании кабельного телевидения.
Срок работы кнессета 12-го созыва был ознаменован многочисленными обращениями в Высший суд справедливости с требованиями отмены принимаемых законов, в том числе со стороны депутатов кнессета. В результате в самом кнессете состоялось обсуждение тенденций так называемого «судебного активизма».